# Bo Toresson
Bo Ture Anund Toresson, född 28 april 1939 i Hunge i Bräcke kommun, är en svensk socialdemokratisk politiker som var partisekreterare för Socialdemokraterna åren 1982–1992.
Toresson tog realexamen 1956 och arbetade som skogsarbetare 1956–1959. Efter värnpliktstjänstgöring vid I 5 i Östersund blev han 1960 ombudsman hos Sveriges socialdemokratiska ungdomsförbund (SSU) i Jämtlands län. Han arbetade sedan inom SSU med olika uppgifter, och var SSU:s förbundssekreterare under åren 1967–1969.
I maj 1969 anställdes Toresson som talskrivare hos dåvarande statsministern Tage Erlander. Han blev en av de anställda i Statsrådsberedningen som gick under benämningen "Tages pojkar". När Olof Palme efterträdde Erlander i september 1969 fortsatte Toresson under den nya ledningen.
1 januari 1972 fick Toresson tjänst som studierektor hos Arbetarnas Bildningsförbund (ABF), först som biträdande studierektor och från 1975 som studierektor. Där blev han kvar fram till 1979 då han flyttade tillbaka till hembygden och blev lokalredaktör för Länstidningen Östersund med placering i Bräcke. 1980 blev Toresson utsedd till chefredaktör för samma tidning, vilket han var till 1982.
Efter riksdagsvalet 1982 då Socialdemokraterna återtog regeringsmakten utsågs Toresson till partisekreterare efter Sten Andersson. Han satt på posten till februari 1992. På nyåret 1991 blev han riksdagsledamot efter att den tidigare ledamoten slutat, men avsade sig omedelbart uppdraget eftersom han ville koncentrera sig på partisekreterararbetet.
Han var under åren 1996–2003 ordförande i Svenska Jägareförbundet.